# Movimiento de Oxford

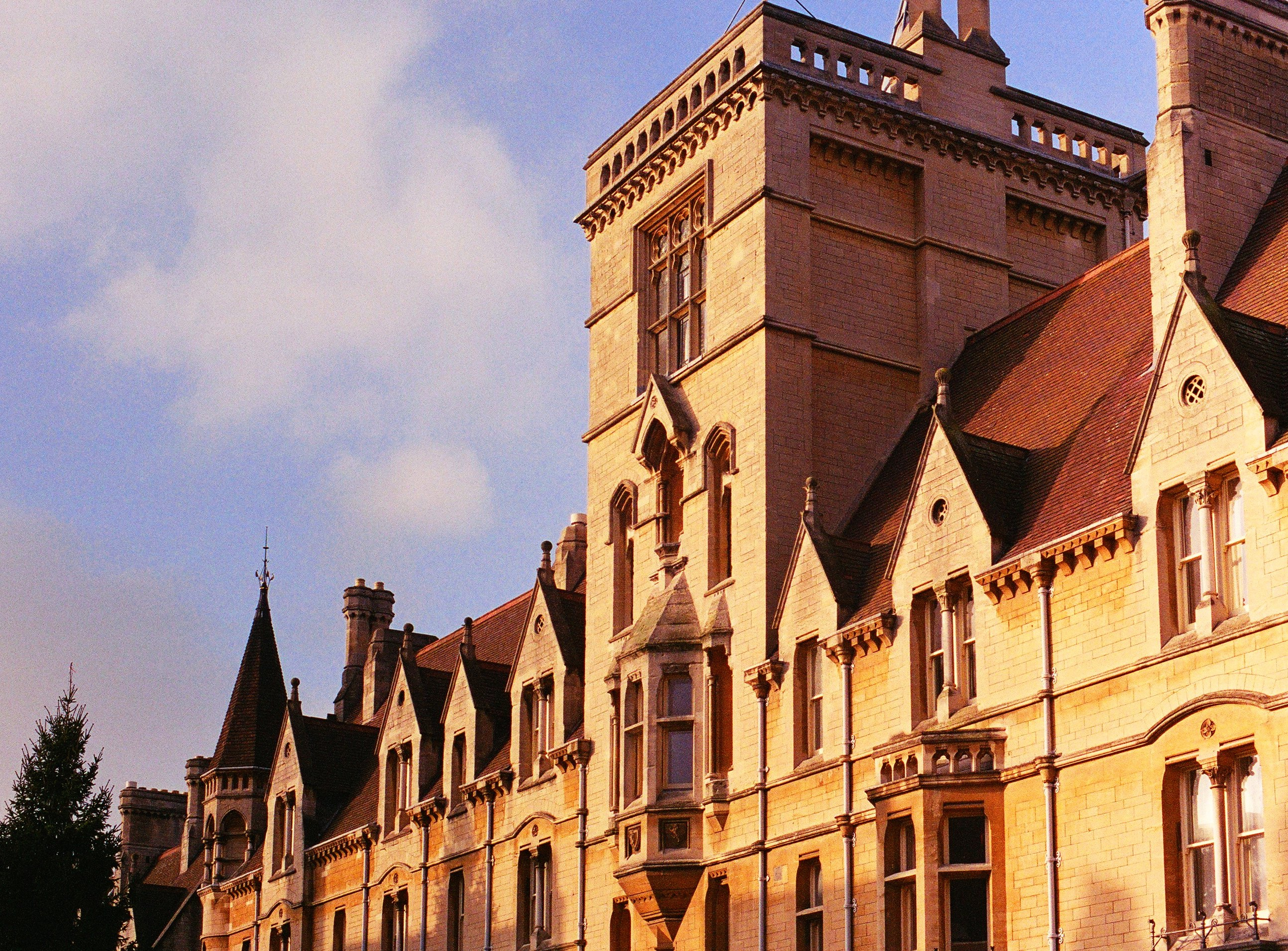
Balliol College, Universidad de Oxford. 2005.

El Movimiento de Oxford fue una afiliación de la Iglesia alta anglicana. Se denomina así porque la mayoría de sus miembros pertenecían a la Universidad de Oxford.

## Historia
El deseo de este grupo de teólogos y eclesiásticos era que la Iglesia de Inglaterra recuperara sus tradiciones más antiguas frente a un fuerte movimiento de secularización que por entonces agitó la iglesia anglicana, que había sido desposeída de sus escaños en el Parlamento. John Henry Newman, fuertemente influido por un famoso sermón del teólogo y poeta John Keble del año 1833, National apostasy, decidió distribuir panfletos en los que defendía una concepción renovada del anglicanismo, y muchos otros lo apoyaron. 
El Movimiento de Oxford fue también conocido como Movimiento Tractariano (Tractarian Movement) tras una serie de publicaciones en Tracts for the Times (1833-1841). Los tractarianos también fueron llamados «puseyites» en alusión a uno de sus líderes, Edward Bouverie Pusey, Profesor Regius de hebreo en la Iglesia Cristiana de Oxford. Otros prominentes tractarianos incluían a John Henry Newman, un profesor del Colegio Oriel de Oxford y vicario de la Iglesia de la Universidad Santa María la Virgen, John Keble, el cardenal Henry Edward Manning, Richard Hurrell Froude, el poeta Gerard Manley Hopkins, el lógico y economista Richard Whately, arzobispo anglicano de Dublín; Robert Wilberforce, Isaac Williams y Sir William Palmer.

## Conversiones al catolicismo

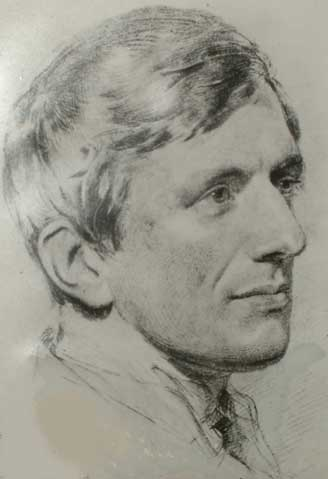
John H. Newman a los 23 años, cuando predicó su primer sermón.

Como se mencionó más arriba, el principal promotor y escritor del Movimiento Tractariano  fue John Henry Newman, quien, después de escribir su último “tract”, el Tract 90, se convenció de que la Teoría Branch (Branch Theory) era inadecuada, y como consecuencia de ello debía convertirse al catolicismo. Su conversión, muy sonada, hizo que varios otros miembros de la Iglesia Anglicana se convirtieran a su vez a la Iglesia católica, e intelectuales de finales del siglo XIX y principios del siglo XX siguieron los pasos de Newman, junto con otras actuales conversiones que se siguen produciendo.
Las otras grandes figuras que se convirtieron al catolicismo como resultado de este movimiento fueron:
- Gerard Manley Hopkins, sacerdote jesuita y renombrado poeta
- Henry Edward Manning, luego cardenal de la Iglesia católica
- John Chapman OSB, se convirtió en estudioso benedictino
- John Dobree Dalgairns, junto a John Henry Newman, entró en la Congregación del Oratorio y fue ordenado sacerdote católico
- Robert Wilberforce, escritor inglés.
- Robert Hugh Benson, antiguo ministro anglicano e hijo de un arzobispo de Canterbury, fue ordenado sacerdote católico
- Thomas William Allies, historiador de la Iglesia y antiguo ministro anglicano
- Augusta Theodosia Drane, monja dominica
- Frederick William Faber, antiguo anglicano quien tenía una fuerte influencia calvinista; teólogo, escritor de himnos, fue ordenado sacerdote católico
- Lady Georgiana Fullerton, novelista inglesa
- Robert Stephen Hawker, antiguo sacerdote anglicano de inclinación católica, en su lecho de muerte se convirtió al catolicismo
- James Hope-Scott, abogado inglés, influyente en los tractarianos, se convirtió junto con Manning
- George Jackson Mivart, biólogo inglés, quien fue expulsado de la Universidad de Oxford por entrar en la Iglesia católica.
- Henry Nutcombe Oxenham, antiguo ministro anglicano, historiador de la Iglesia católica
- Augustus Pugin, influyente arquitecto inglés, diseñador del parlamento y de muchas iglesias, tanto católicas como anglicanas.
- Edward Caswall, escritor de himnos religiosos
- William George Ward

## Órganos de expresión e instituciones
Por entonces se dio principio a la prensa católica en Inglaterra con la fundación del Tablet y el Catholic Magazine. Desde 1838 se añadió el Catholic Institute of Great Britain, dirigido por el conde de Shrewsbury. Aumentaron rápidamente los colegios e instituciones dirigidas por religiosos y religiosas y ya en 1846 se contaban en Inglaterra diez facultades de Teología, entre las cuales destacaba la jesuita del Stonyhurst College.
En Escocia, los católicos, aunque pocos en número, manifestaron gran firmeza en la fe y desde 1827 existían tres vicariatos apostólicos y en 1848 había ya ochenta y siete iglesias católicas.

### En inglés
- Tracts for the Times
- The Oxford Movement: Twelve Years 1833-1845 by R. W. Church
- The Oxford Movement by Wilfred Ward
- Religious Thought in the Oxford Movement By Clement Charles Julian Webb
- Tractarianism (Schaff-Herzog Encyclopedia of Religious Knowledge)
- Anglo-Catholic Socialism
- Iglesia Anglicana Reformada en Colombia (enlace roto disponible en Internet Archive; véase el historial, la primera versión y la última). (en español)

### En español
- Movimiento de Oxford, en GER